# Jambo (gorila)

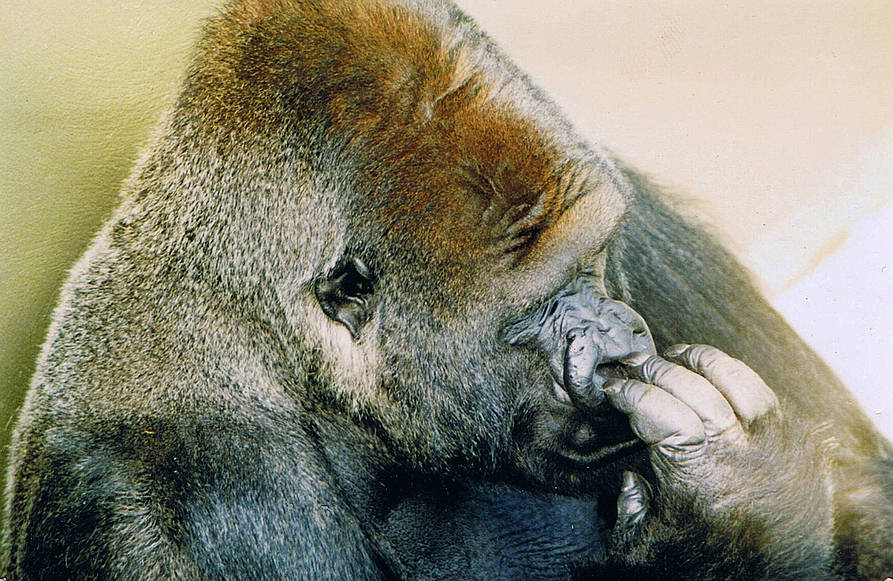
Jambo.

Jambo (17 de abril de 1961 – 16 de septiembre de 1992) fue un gorila muy popular albergado en el Parque de Fauna y flora en Jersey, Islas del Canal (Inglaterra). Se hizo conocido por proteger a un niño llamado Levan Merritt que cayó al recinto de los gorilas en 1986.

## Primeros años
Jambo Significa "hola" en suajili. El gorila nació el 17 de abril de 1961, en el Zoológico Basel, Basel, Suiza, su madre se llamaba Achilla y su padre Stephi.
Stephi fue adquirido por el Zoológico Columbus de Ohio. Había sido atrapado en 1950 por un residente y cazador de gorilas llamado Bill. Fue capturado con otros dos gorilas bebés, en el África Ecuatorial Francesa. Los tres fueron vendidos al Zoológico de Columbus por $10,000. El mencionado Zoológico mantenía también a Barón Macombo y Millie Christina, devenidos en los padres de Colo, el primer gorila nacido en un zoológico, el 22 de diciembre de 1956 en el de Columbus. Colo fue el primer gorila nacido en cautividad así como el primer gorila en cautividad criado por su propia madre.
La hermana mayor de Jambo, Goma, nació el 23 de septiembre de 1959 en el Zoo Basel, siendo el primer gorila nacido en Europa en cautiverio. Antes de que Jambo fuera transferido al Zoológico de Jersey, Jambo y Goma tuvieron un hijo nombrado Tamtam, quién nació en el Zoológico Basel el 2 de mayo de 1971, y muerto en el Zoológico Wuppertal el 23 de julio de 2009. Jambo también tuvo una hija mientras todavía vivía en el Zoológico Basel, con una hembra no emparentada. Jambo tuvo en total 20 descendientes con 5 compañeras diferentes.
Jambo fue trasladado al Zoológico de Jersey, fundado por Gerald Durrell, el 27 de abril de 1972.

## Rescate de Levan Merritt
Jambo saltó al reconocimiento internacional el 31 de agosto de 1986, cuándo Levan Merritt de 5 años cayó al recinto de los gorilas y perdió el conocimiento. Jambo protegió al niño mientras estaba inconsciente, colocándose entre el chico y los otros gorilas en lo que los etólogos analizan como un gesto protector. La mayoría de lo acontecido fue filmado en vídeo por Brian Le León, y extensamente fotografiado por los visitantes del zoológico. La publicidad del suceso en los diversos medios de comunicación principales ayudó a desmitificar la creencia en la naturaleza potencialmente violenta de los gorilas.
Un incidente similar ocurrió en 1996 en el Zoológico Brookfield, en Illinois, cuando la gorila Binti Jua protegió a un niño de tres años que también había caído al recinto de los gorilas, llevándolo hasta una puerta secundaria donde lo recogió personal del zoo.
En mayo de 2016 un niño de tres años cayó al foso de agua que aislaba el recinto de los gorilas en el zoológico de Cincinnati. Harambe, un macho de 17 años nacido en el zoo, arrastró al niño junto a sí, y fue abatido por los guardias del zoo, lo que generó una gran controversia en los medios de comunicación y las redes sociales.

## Muerte y legado
En Jersey la imagen de los gorilas cambió radicalmente después del incidente y el comportamiento tranquilo y protector de Jambo durante el rescate de Levan del recinto de los gorilas. El niño paso 4 semanas en el hospital recuperándose después de su caída. Tras el fallecimiento de Jambo en 1992 fue inmortalizado con una estatua que deja patente el buen recuerdo que dejó en este zoológico de Jersey.